# Gene Vance
Ellis Eugene Vance, detto Gene (Peru, 25 febbraio 1923 – Champaign, 16 febbraio 2012), è stato un cestista, allenatore di pallacanestro e dirigente sportivo statunitense, professionista nella BAA e nella NBA.

## Carriera

### High school e college
Dopo aver cominciato a giocare nella Clinton High School, scelse di frequentare la University of Illinois at Urbana-Champaign.
Nel 1942 e nel 1943 condusse Illinois a due titoli consecutivi della Big Ten. Nel 1943, invece di disputare il torneo NCAA, scelse di entrare nelle forze armate. Servì per tre anni nell'esercito e passò 16 mesi in Europa durante la Seconda guerra mondiale.
Ritornò nel 1946-47 per disputare il suo anno da senior all'università.
Fece parte dei famosi Whiz Kids dei Fighting Illini (gli altri erano Andy Phillip, Art Mathisen, Ken Menke e Jack Smiley) e nel 2004 è stato introdotto nell'Illini Men's Basketball All-Century Team.

### BAA e NBA
Venne scelto nel draft NBA 1947 dai Chicago Stags con i quali disputò due stagioni nella BAA. Segnò 8,4 punti a partita nel 1947-48 e 10,3 nel 1948-49.
Nel dicembre 1949 venne acquistato dai Tri-Cities Blackhawks in cambio di George Nostrand. Con i Blackhawks disputò tre stagioni (nell'ultima la squadra si era spostata a Milwaukee e rinominata Hawks) nella NBA, scendendo in campo però in sole 71 occasioni.
Dopo il ritiro fu allenatore alla LaSalle-Peru High School dal 1952 al 1956 e Director of Athletics di Illinois dal 1967 al 1972.